# Švédsko na Eurovision Song Contest
Švédsko se zúčastnilo 64 ročníků soutěže Eurovision Song Contest, poprvé v roce 1958, nebylo tak součástí pouze pěti ročníků (1956, 1957, 1964, 1970 a 1976). Od roku 1959 se reprezentantem země stává vítěz soutěže, která od roku 1967 nese název Melodifestivalen. Švédsko soutěž hostilo 7krát – třikrát ve Stockholmu (1975, 2000 a 2016), třikrát v Malmö (1992, 2013 a 2024) a v roce 1985 v Göteborgu.
Země je společně s Irskem se sedmi výhrami nejúspěšnější zemí na Eurovizi. Švédsko má také nejvíce umístění mezi pěti nejlepšími v 21. století (14), celkově se mezi pět nejlepších reprezentanti země probojovali 28krát. Mezi vítěze se řadí ABBA (1974), Herreys (1984), Carola (1991), Charlotte Nilsson (1999), Loreen (2012 a 2023) a Måns Zelmerlöw (2015).

## Výsledky
| Rok                    | Interpret                        | Píseň                                 | Jazyk                     | Finále        | Finále        | Semifinále                  | Semifinále                  |
| Rok                    | Interpret                        | Píseň                                 | Jazyk                     | Pořadí        | Body          | Pořadí                      | Body                        |
| ---------------------- | -------------------------------- | ------------------------------------- | ------------------------- | ------------- | ------------- | --------------------------- | --------------------------- |
| 1958                   | Alice Babs                       | „Lilla stjärna“                       | švédština                 | 4.            | 10            | nekonalo se                 | nekonalo se                 |
| 1959                   | Brita Borg                       | „Augustin“                            | švédština                 | 9.            | 4             | nekonalo se                 | nekonalo se                 |
| 1960                   | Siw Malmkvist                    | „Alla andra får varann“               | švédština                 | 10.           | 4             | nekonalo se                 | nekonalo se                 |
| 1961                   | Lill-Babs                        | „April, april“                        | švédština                 | 14.           | 2             | nekonalo se                 | nekonalo se                 |
| 1962                   | Inger Berggren                   | „Sol och vår“                         | švédština                 | 7.            | 4             | nekonalo se                 | nekonalo se                 |
| 1963                   | Monica Zetterlund                | „En gång i Stockholm“                 | švédština                 | 13.           | 0             | nekonalo se                 | nekonalo se                 |
| bez účasti v roce 1964 |                                  |                                       |                           |               |               | nekonalo se                 | nekonalo se                 |
| 1965                   | Ingvar Wixell                    | „Absent Friend“                       | angličtina                | 10.           | 6             | nekonalo se                 | nekonalo se                 |
| 1966                   | Lill Lindfors a Svante Thuresson | „Nygammal vals“                       | švédština                 | 2.            | 16            | nekonalo se                 | nekonalo se                 |
| 1967                   | Östen Warnerbring                | „Som en dröm“                         | švédština                 | 8.            | 7             | nekonalo se                 | nekonalo se                 |
| 1968                   | Claes-Göran Hederström           | „Det börjar verka kärlek, banne mig“  | švédština                 | 5.            | 15            | nekonalo se                 | nekonalo se                 |
| 1969                   | Tommy Körberg                    | „Judy, min vän“                       | švédština                 | 9.            | 8             | nekonalo se                 | nekonalo se                 |
| bez účasti v roce 1970 |                                  |                                       |                           |               |               | nekonalo se                 | nekonalo se                 |
| 1971                   | Family Four                      | „Vita vidder“                         | švédština                 | 6.            | 85            | nekonalo se                 | nekonalo se                 |
| 1972                   | Family Four                      | „Härliga sommardag“                   | švédština                 | 13.           | 75            | nekonalo se                 | nekonalo se                 |
| 1973                   | The Nova a the Dolls             | „You're Summer“                       | angličtina                | 5.            | 94            | nekonalo se                 | nekonalo se                 |
| 1974                   | ABBA                             | „Waterloo“                            | angličtina                | 1.            | 24            | nekonalo se                 | nekonalo se                 |
| 1975                   | Lars Berghagen a the Dolls       | „Jennie, Jennie“                      | angličtina                | 8.            | 72            | nekonalo se                 | nekonalo se                 |
| bez účasti v roce 1976 |                                  |                                       |                           |               |               | nekonalo se                 | nekonalo se                 |
| 1977                   | Forbes                           | „Beatles“                             | švédština                 | 18.           | 2             | nekonalo se                 | nekonalo se                 |
| 1978                   | Björn Skifs                      | „Det blir alltid värre framåt natten“ | švédština                 | 14.           | 26            | nekonalo se                 | nekonalo se                 |
| 1979                   | Ted Gärdestad                    | „Satellit“                            | švédština                 | 17.           | 8             | nekonalo se                 | nekonalo se                 |
| 1980                   | Tomas Ledin                      | „Just nu!“                            | švédština                 | 10.           | 47            | nekonalo se                 | nekonalo se                 |
| 1981                   | Björn Skifs                      | „Fångad i en dröm“                    | švédština                 | 10.           | 50            | nekonalo se                 | nekonalo se                 |
| 1982                   | Chips                            | „Dag efter dag“                       | švédština                 | 8.            | 67            | nekonalo se                 | nekonalo se                 |
| 1983                   | Carola                           | „Främling“                            | švédština                 | 3.            | 126           | nekonalo se                 | nekonalo se                 |
| 1984                   | Herreys                          | „Diggi-Loo Diggi-Ley“                 | švédština                 | 1.            | 145           | nekonalo se                 | nekonalo se                 |
| 1985                   | Kikki Danielsson                 | „Bra vibrationer“                     | švédština                 | 3.            | 103           | nekonalo se                 | nekonalo se                 |
| 1986                   | Monica Törnell a Lasse Holm      | „E' de' det här du kallar kärlek?“    | švédština                 | 5.            | 78            | nekonalo se                 | nekonalo se                 |
| 1987                   | Lotta Engberg                    | „Boogaloo“                            | švédština                 | 12.           | 50            | nekonalo se                 | nekonalo se                 |
| 1988                   | Tommy Körberg                    | „Stad i ljus“                         | švédština                 | 12.           | 52            | nekonalo se                 | nekonalo se                 |
| 1989                   | Tommy Nilsson                    | „En dag“                              | švédština                 | 4.            | 110           | nekonalo se                 | nekonalo se                 |
| 1990                   | Edin-Ådahl                       | „Som en vind“                         | švédština                 | 16.           | 24            | nekonalo se                 | nekonalo se                 |
| 1991                   | Carola                           | „Fångad av en stormvind“              | švédština                 | 1.            | 146           | nekonalo se                 | nekonalo se                 |
| 1992                   | Christer Björkman                | „I morgon är en annan dag“            | švédština                 | 22.           | 9             | nekonalo se                 | nekonalo se                 |
| 1993                   | Arvingarna                       | „Eloise“                              | švédština                 | 7.            | 89            | Kvalifikacija za Millstreet | Kvalifikacija za Millstreet |
| 1994                   | Marie Bergman a Roger Pontare    | „Stjärnorna“                          | švédština                 | 13.           | 48            | nekonalo se                 | nekonalo se                 |
| 1995                   | Jan Johansen                     | „Se på mej“                           | švédština                 | 3.            | 100           | nekonalo se                 | nekonalo se                 |
| 1996                   | One More Time                    | „Den vilda“                           | švédština                 | 3.            | 100           | 1.                          | 227                         |
| 1997                   | Blond                            | „Bara hon älskar mig“                 | švédština                 | 14.           | 36            | nekonalo se                 | nekonalo se                 |
| 1998                   | Jill Johnson                     | „Kärleken är“                         | švédština                 | 10.           | 53            | nekonalo se                 | nekonalo se                 |
| 1999                   | Charlotte Nilsson                | „Take Me to Your Heaven“              | angličtina                | 1.            | 163           | nekonalo se                 | nekonalo se                 |
| 2000                   | Roger Pontare                    | „When Spirits Are Calling My Name“    | angličtina                | 7.            | 88            | nekonalo se                 | nekonalo se                 |
| 2001                   | Friends                          | „Listen to Your Heartbeat“            | angličtina                | 5.            | 100           | nekonalo se                 | nekonalo se                 |
| 2002                   | Afro-dite                        | „Never Let It Go“                     | angličtina                | 8.            | 72            | nekonalo se                 | nekonalo se                 |
| 2003                   | Fame                             | „Give Me Your Love“                   | angličtina                | 5.            | 107           | nekonalo se                 | nekonalo se                 |
| 2004                   | Lena Philipsson                  | „It Hurts“                            | angličtina                | 5.            | 170           | TOP 11 z předchozího roku   | TOP 11 z předchozího roku   |
| 2005                   | Martin Stenmarck                 | „Las Vegas“                           | angličtina                | 19.           | 30            | TOP 12 z předchozího roku   | TOP 12 z předchozího roku   |
| 2006                   | Carola                           | „Invincible“                          | angličtina                | 5.            | 170           | 4.                          | 214                         |
| 2007                   | The Ark                          | „The Worrying Kind“                   | angličtina                | 18.           | 51            | TOP 10 z předchozího roku   | TOP 10 z předchozího roku   |
| 2008                   | Charlotte Perrelli               | „Hero“                                | angličtina                | 18.           | 47            | 12.                         | 54                          |
| 2009                   | Malena Ernman                    | „La Voix“                             | angličtina, francouzština | 21.           | 33            | 4.                          | 105                         |
| 2010                   | Anna Bergendahl                  | „This Is My Life“                     | angličtina                | nepostup      | nepostup      | 11.                         | 62                          |
| 2011                   | Eric Saade                       | „Popular“                             | angličtina                | 3.            | 185           | 1.                          | 155                         |
| 2012                   | Loreen                           | „Euphoria“                            | angličtina                | 1.            | 372           | 1.                          | 181                         |
| 2013                   | Robin Stjernberg                 | „You“                                 | angličtina                | 14.           | 62            | hostitelská země            | hostitelská země            |
| 2014                   | Sanna Nielsen                    | „Undo“                                | angličtina                | 3.            | 218           | 2.                          | 131                         |
| 2015                   | Måns Zelmerlöw                   | „Heroes“                              | angličtina                | 1.            | 365           | 1.                          | 217                         |
| 2016                   | Frans                            | „If I Were Sorry“                     | angličtina                | 5.            | 261           | hostitelská země            | hostitelská země            |
| 2017                   | Robin Bengtsson                  | „I Can't Go On“                       | angličtina                | 5.            | 344           | 3.                          | 227                         |
| 2018                   | Benjamin Ingrosso                | „Dance You Off“                       | angličtina                | 7.            | 274           | 2.                          | 254                         |
| 2019                   | John Lundvik                     | „Too Late for Love“                   | angličtina                | 5.            | 334           | 3.                          | 238                         |
| 2020                   | The Mamas                        | „Move“                                | angličtina                | ročník zrušen | ročník zrušen | ročník zrušen               | ročník zrušen               |
| 2021                   | Tusse                            | „Voices“                              | angličtina                | 14.           | 109           | 7.                          | 142                         |
| 2022                   | Cornelia Jakobs                  | „Hold Me Closer“                      | angličtina                | 4.            | 438           | 1.                          | 396                         |
| 2023                   | Loreen                           | „Tattoo“                              | angličtina                | 1.            | 583           | 2.                          | 177                         |
| 2024                   | Marcus & Martinus                | „Unforgettable“                       | angličtina                | 9.            | 174           | hostitelská země            | hostitelská země            |
| 2025                   | KAJ                              | „Bara bada bastu“                     | švédština                 | 4.            | 321           | 4.                          | 118                         |

| Legenda | Legenda                              |
| ------- | ------------------------------------ |
| 1       | 1. místo                             |
| 2       | 2. místo                             |
| 3       | 3. místo                             |
| ◁       | poslední místo                       |
| X       | interpret vybrán, ale nezúčastnil se |

## Galerie

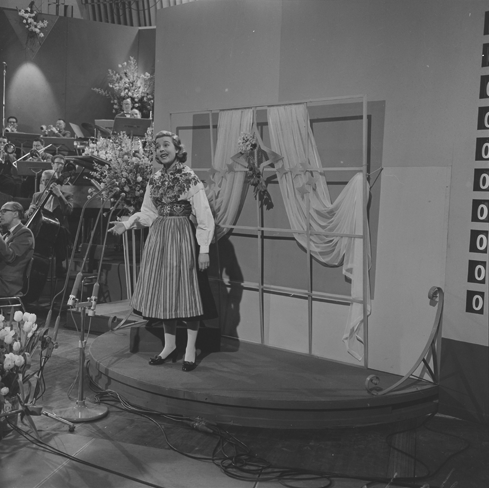
Alice Babs v Hilversumu (1958)
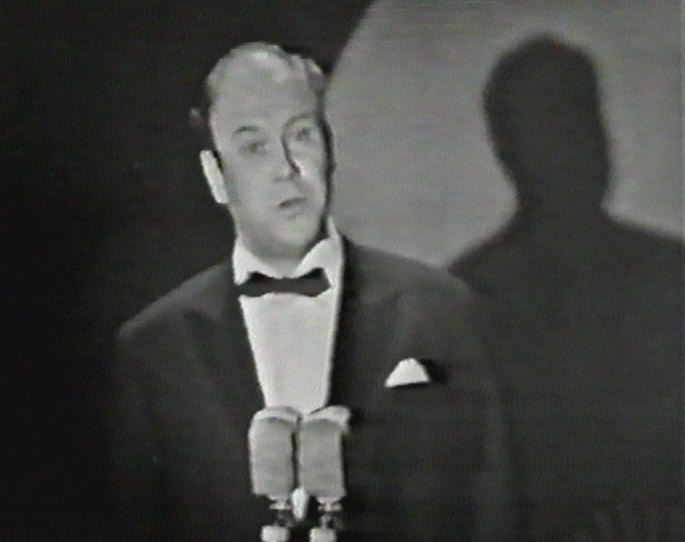
Ingvar Wixell v Neapoli (1965)
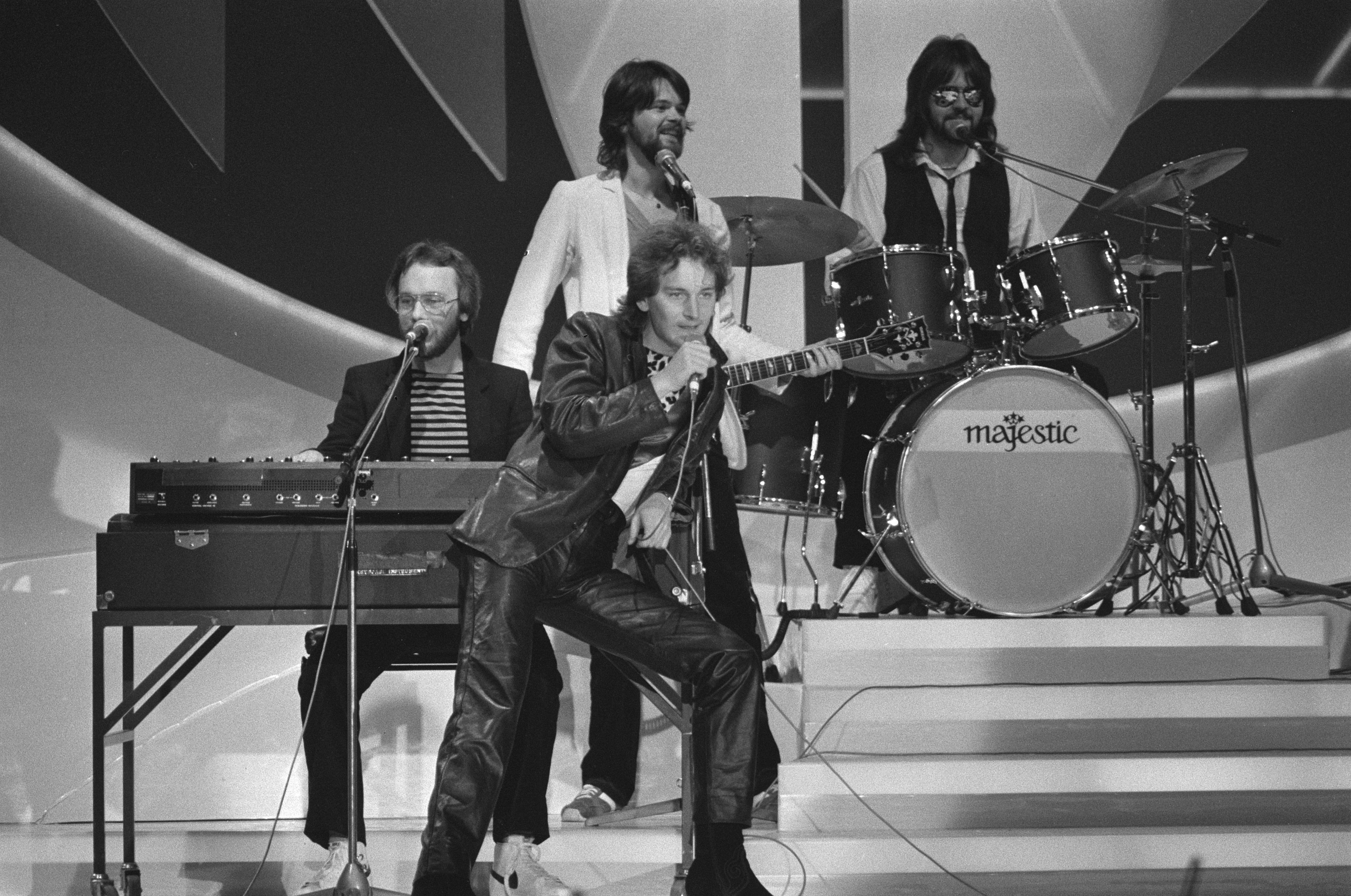
Tomas Ledin v Haagu (1980)
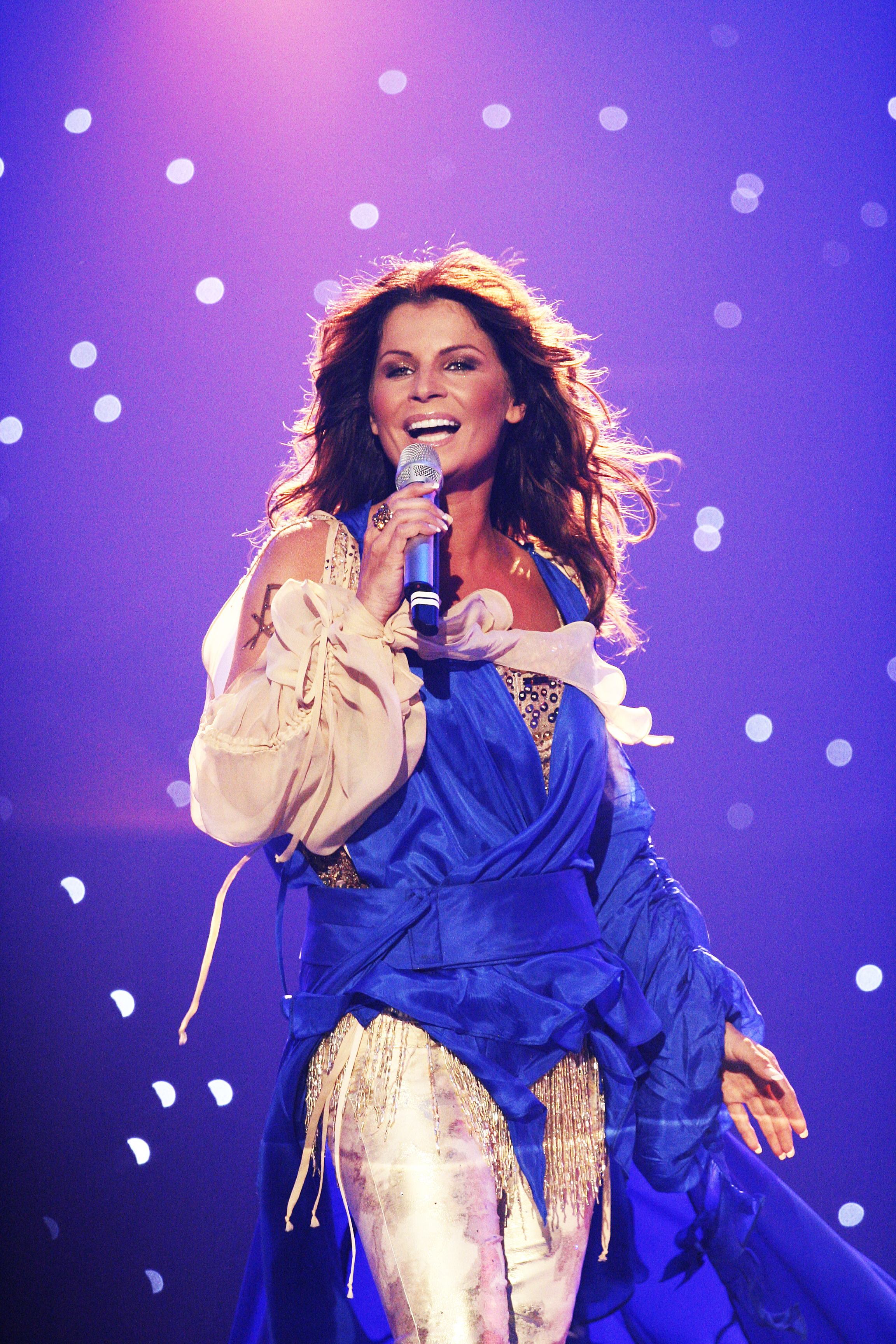
Carola Häggkvist v Athénách (2006)
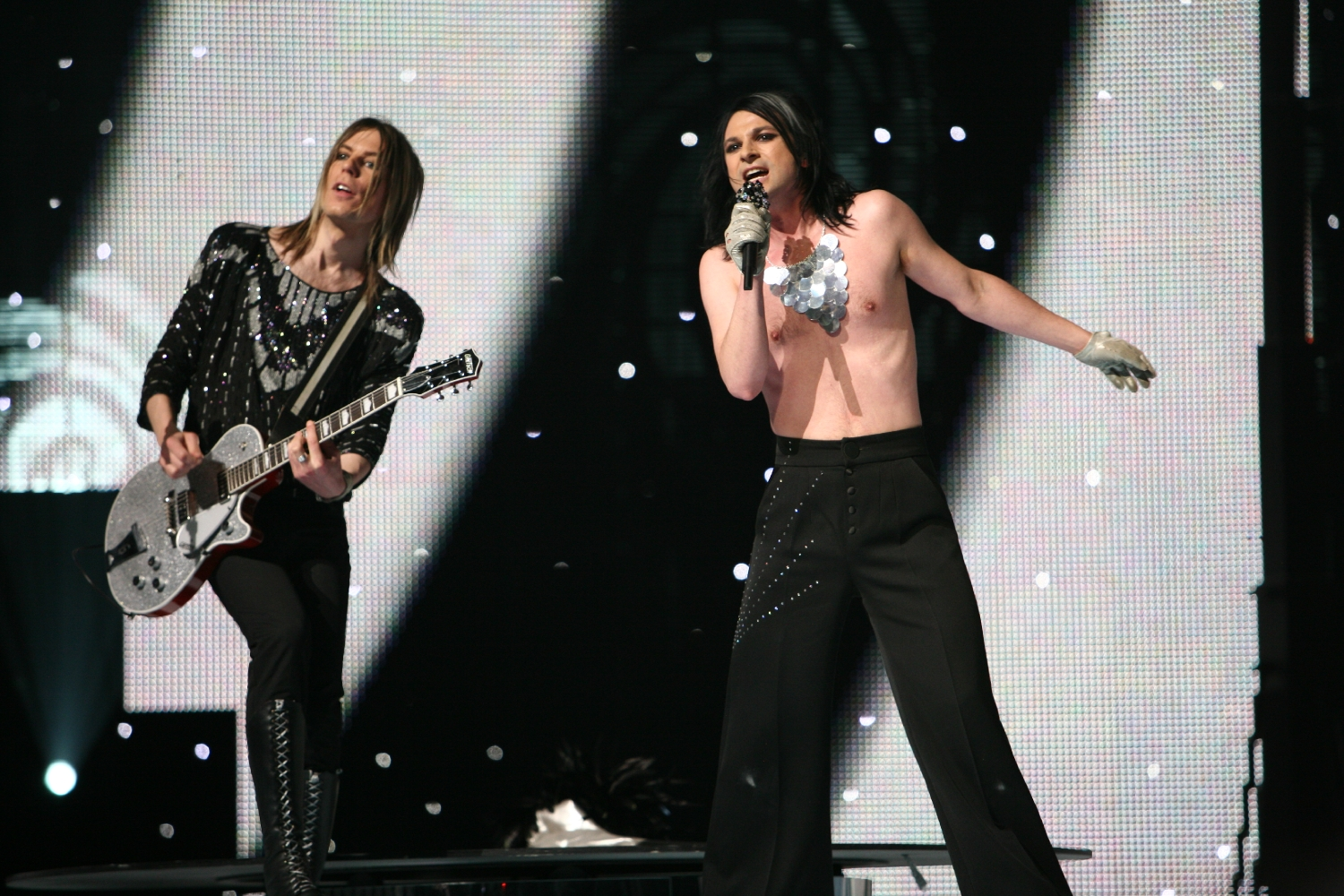
The Ark v Helsinkách (2007)
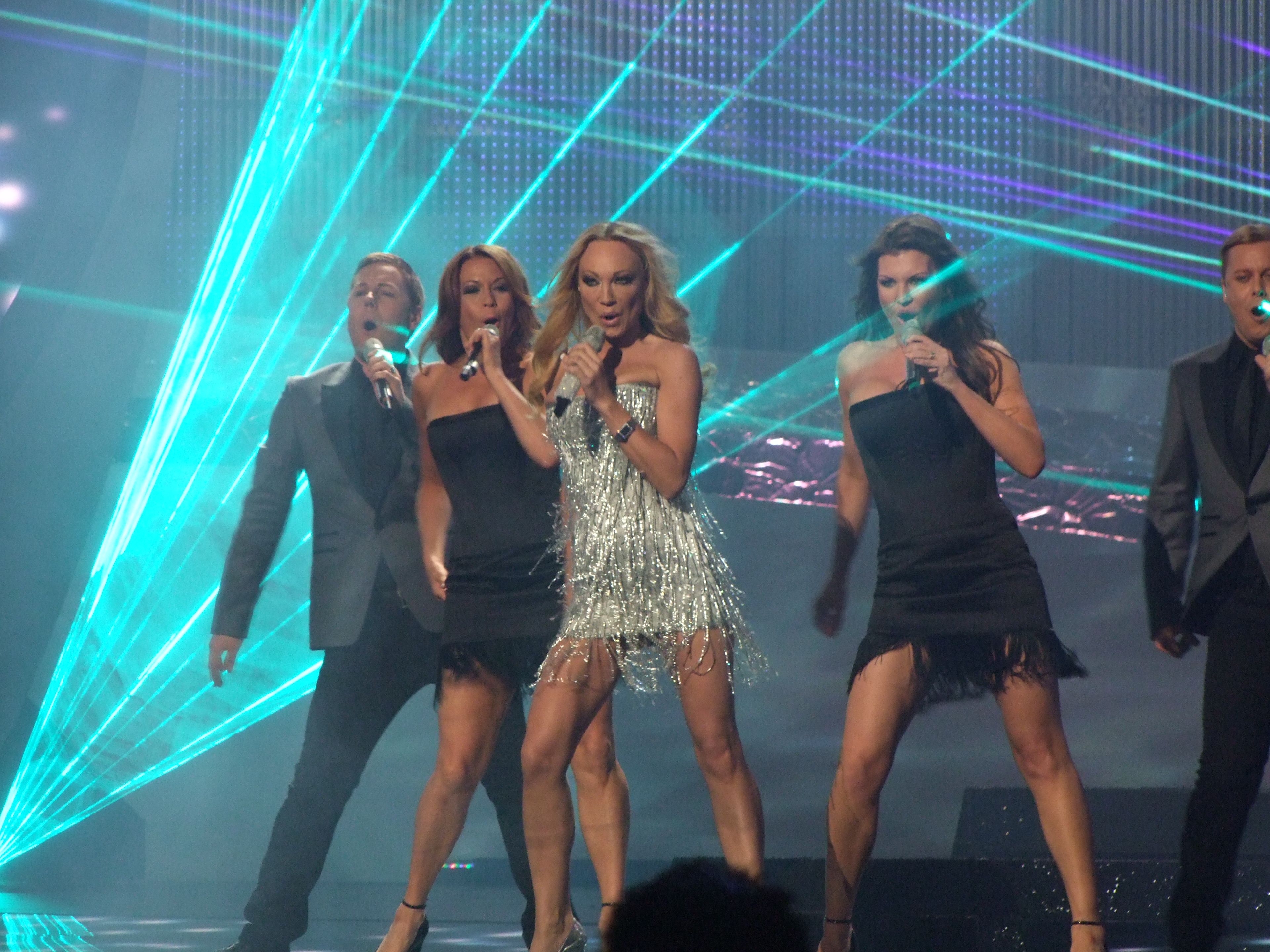
Charlotte Perrelli v Bělehradu (2008)
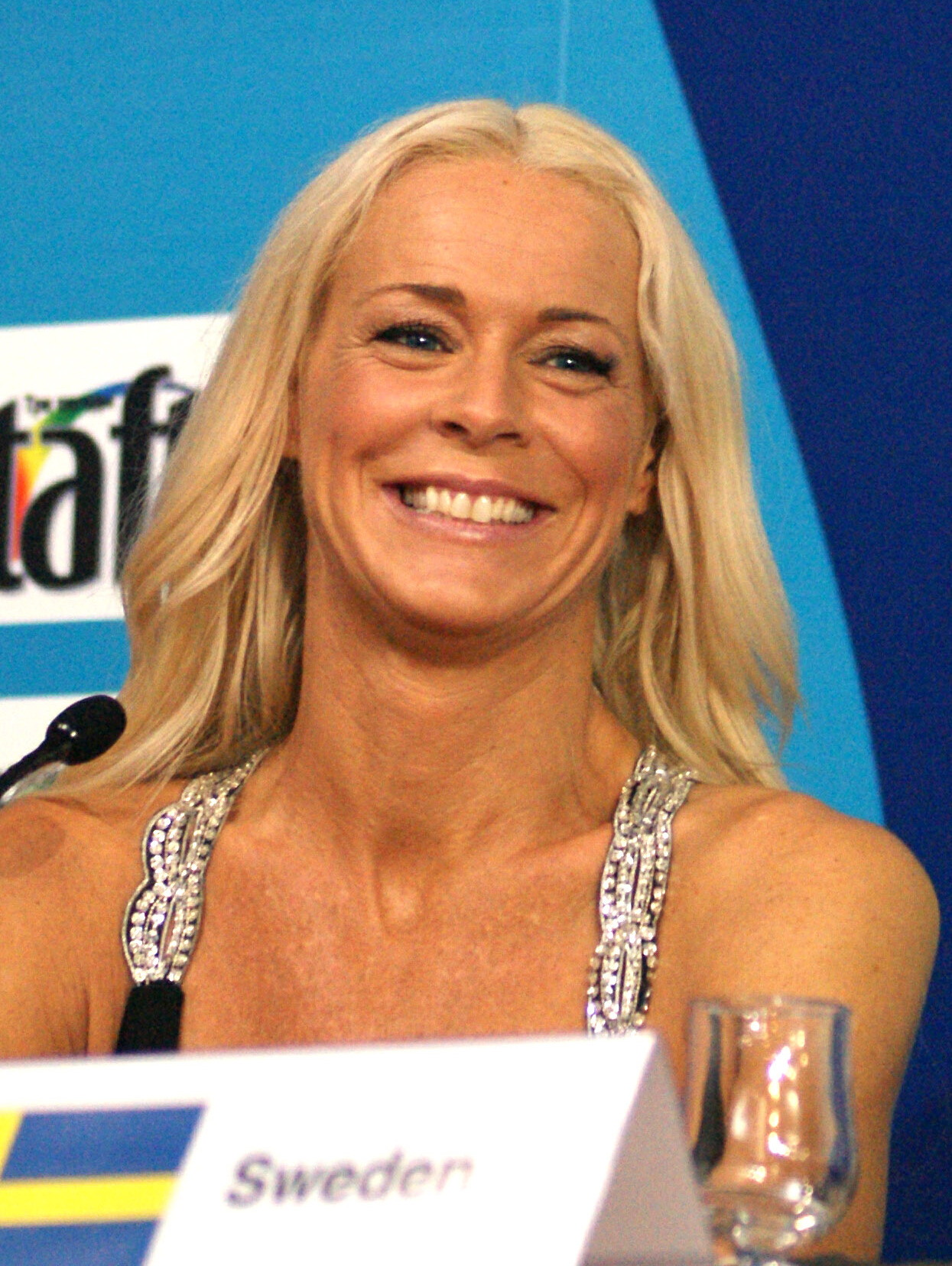
Malena Ernman v Moskvě (2009)
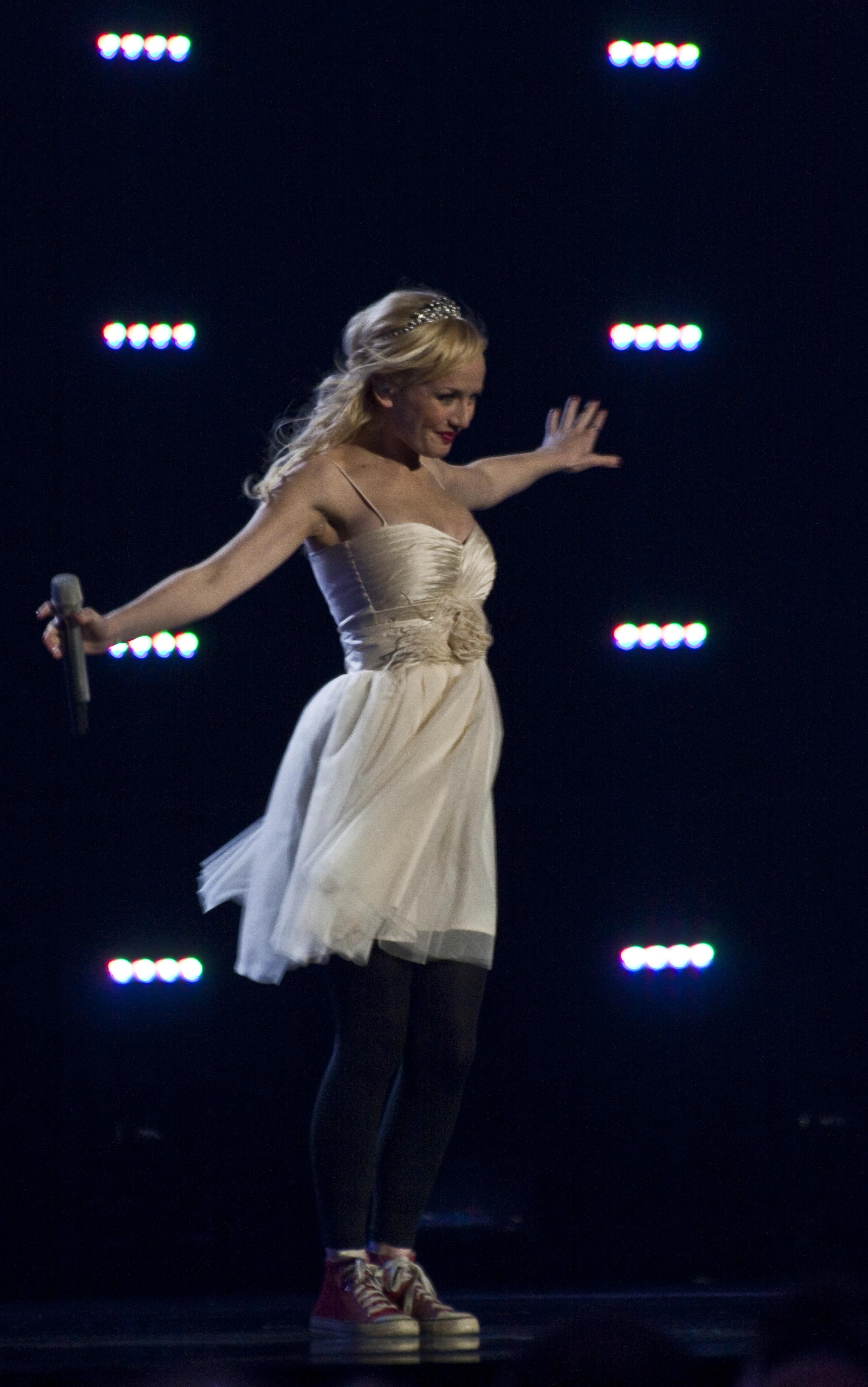
Anna Bergendahl v Oslu (2010)
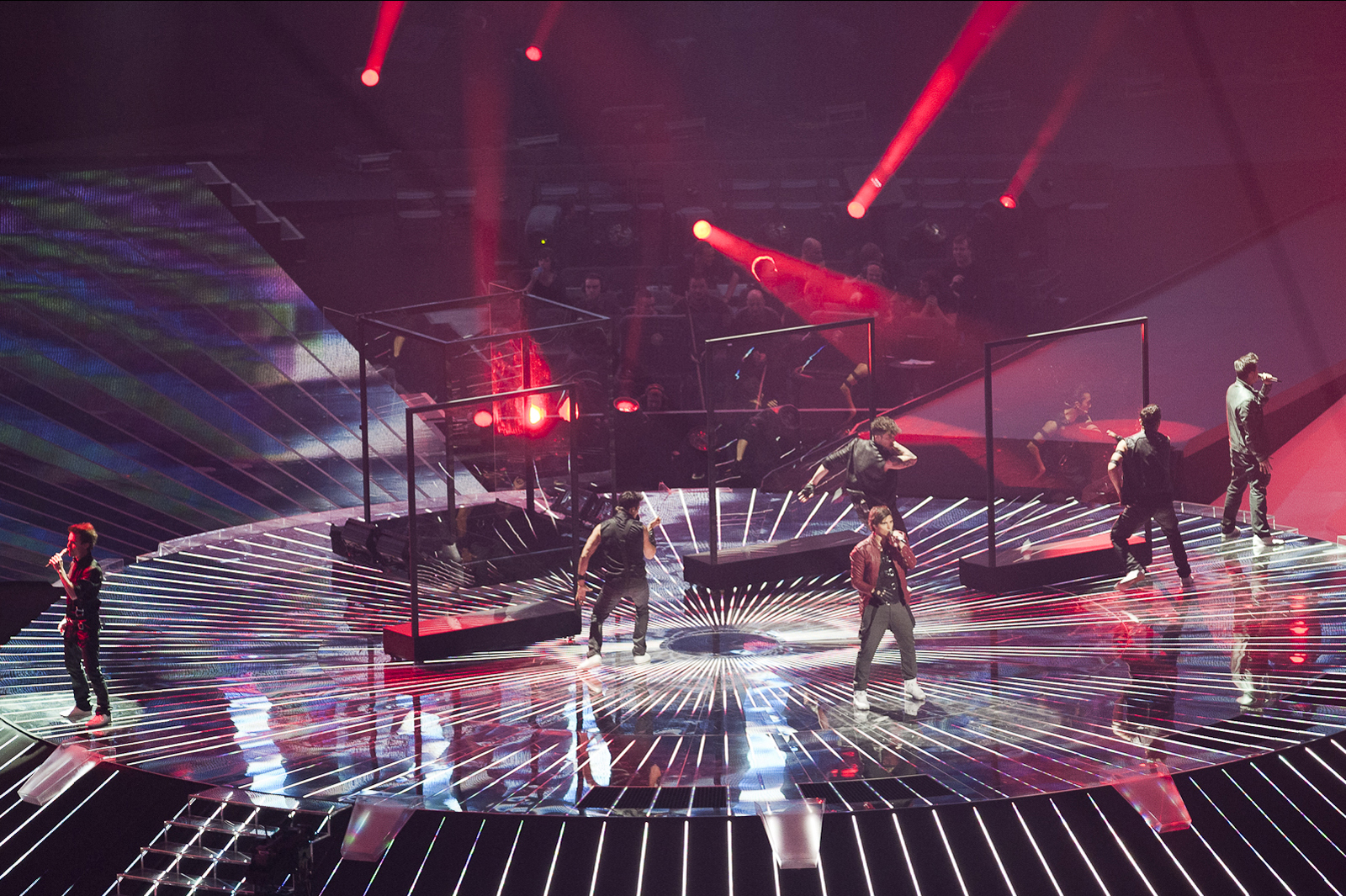
Eric Saade v Düsseldorfu (2011)
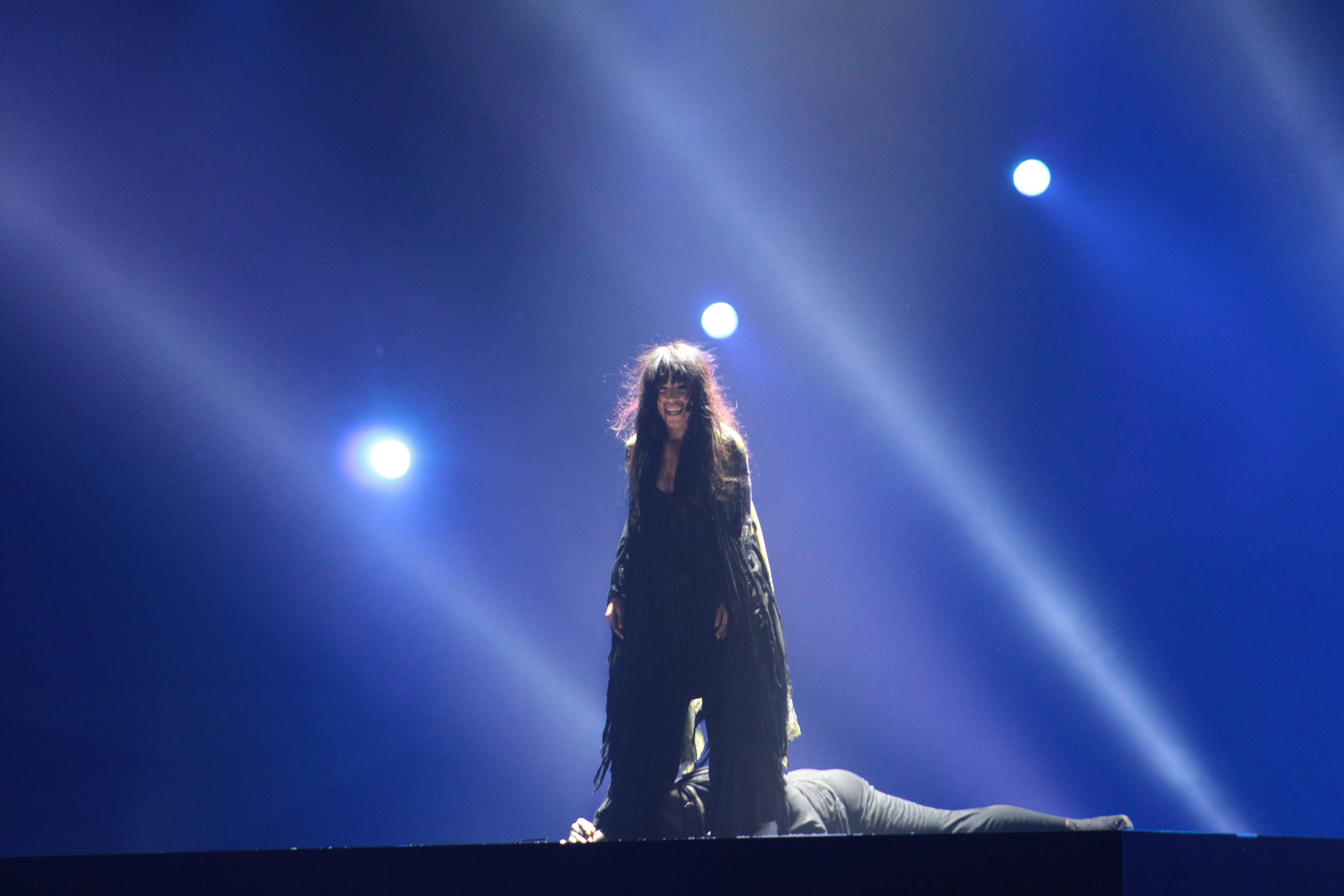
Loreen v Baku (2012)
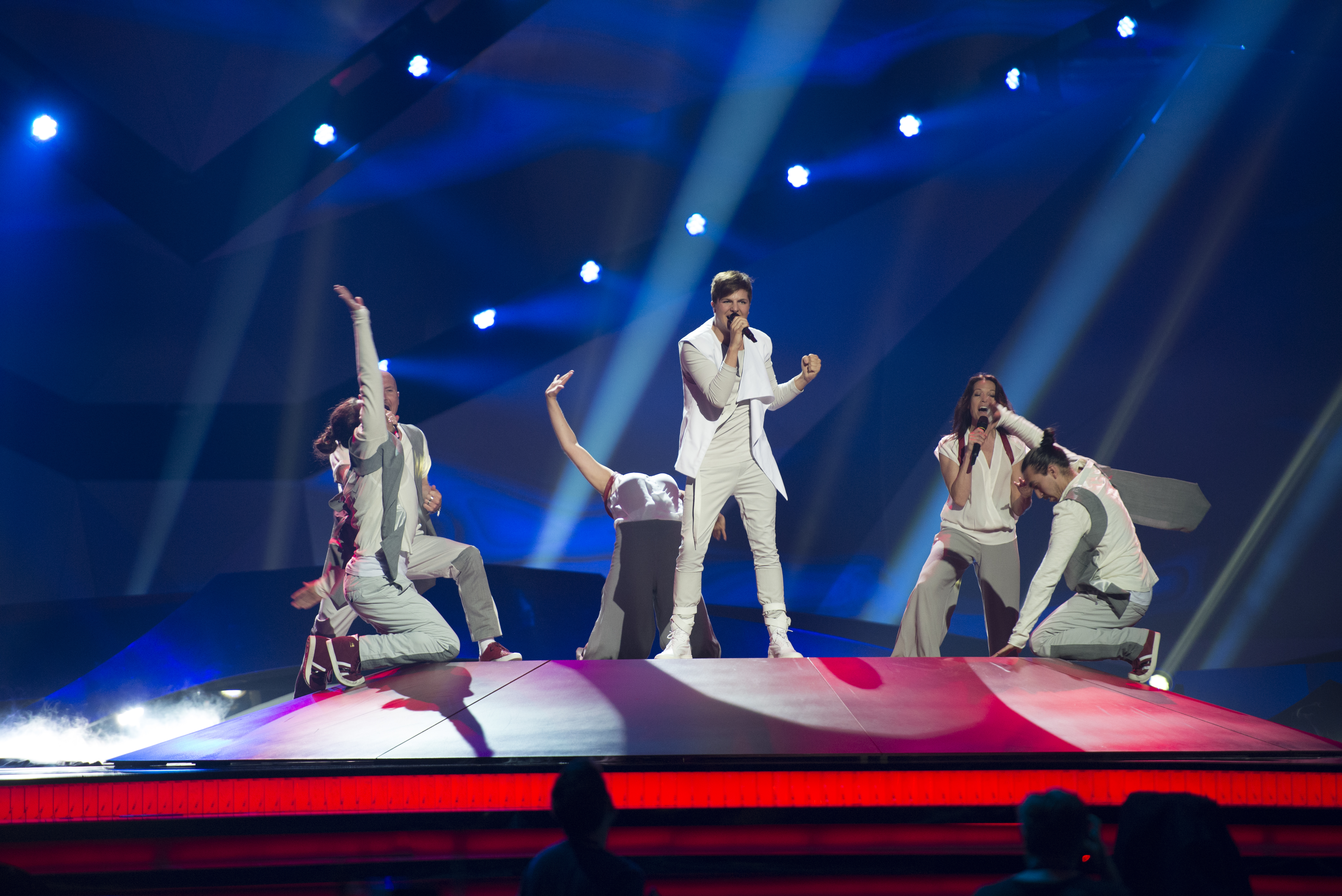
Robin Stjernberg v Malmö (2013)
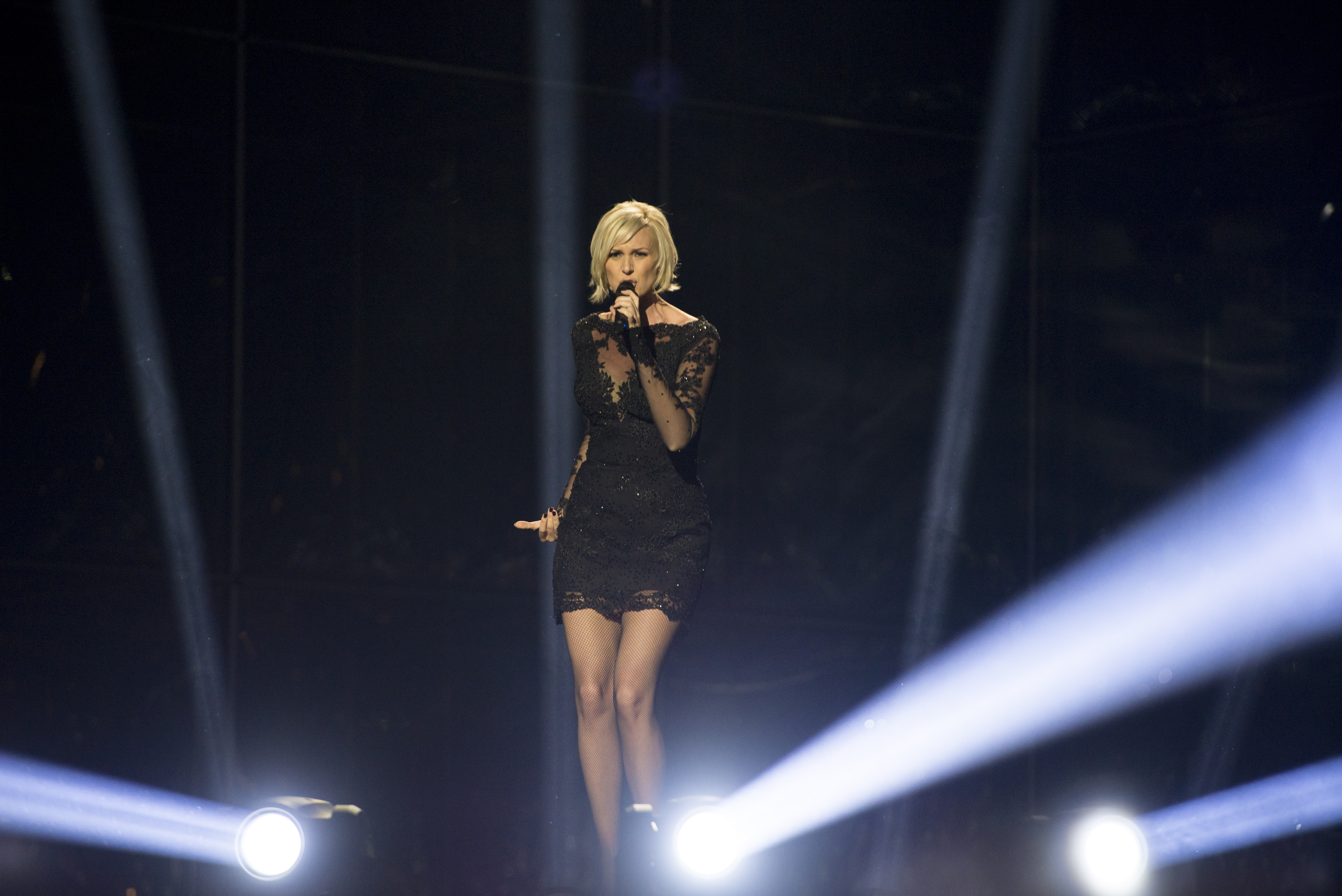
Sanna Nielsen v Kodani (2014)
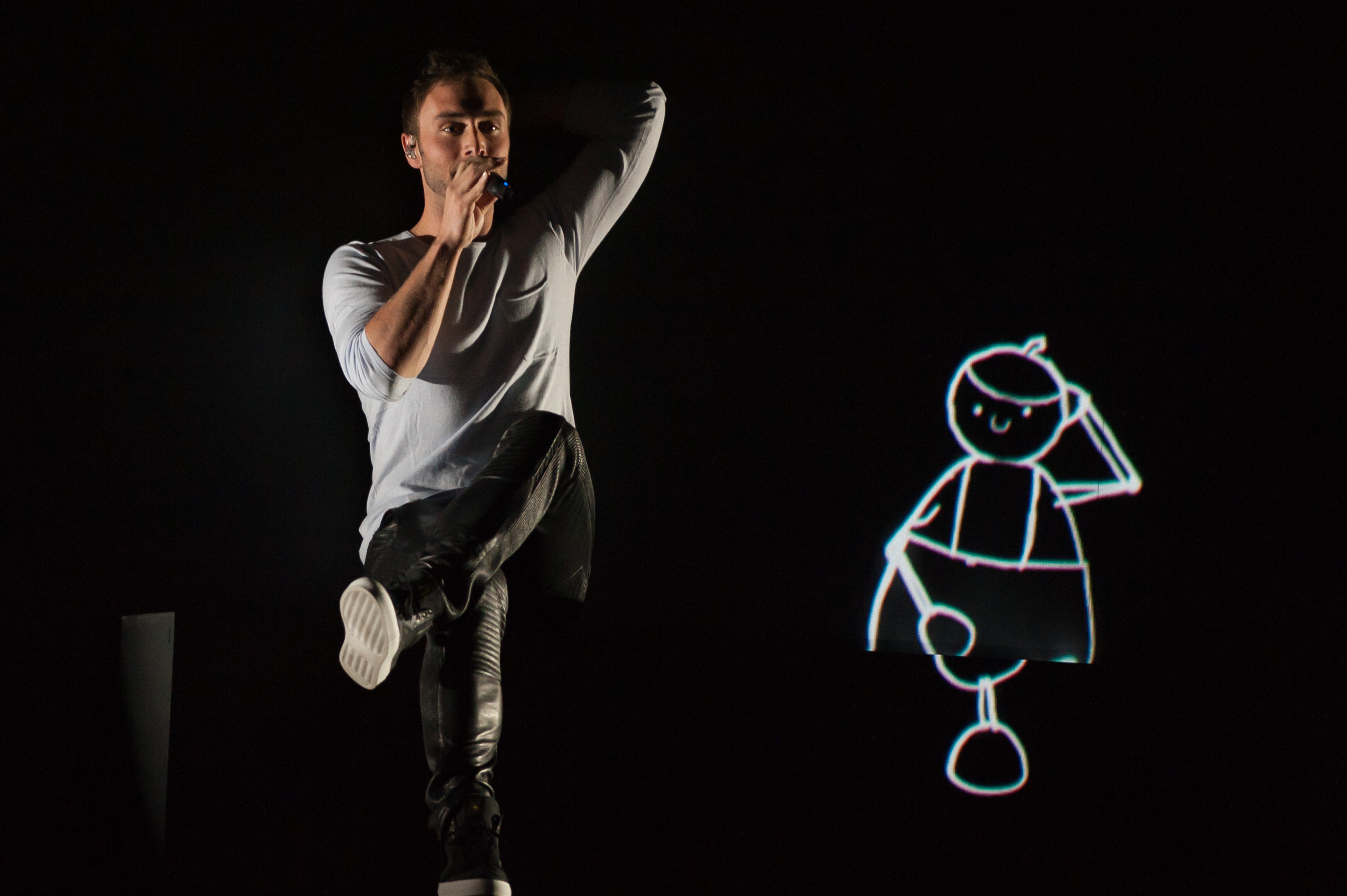
Måns Zelmerlöw ve Vídni (2015)
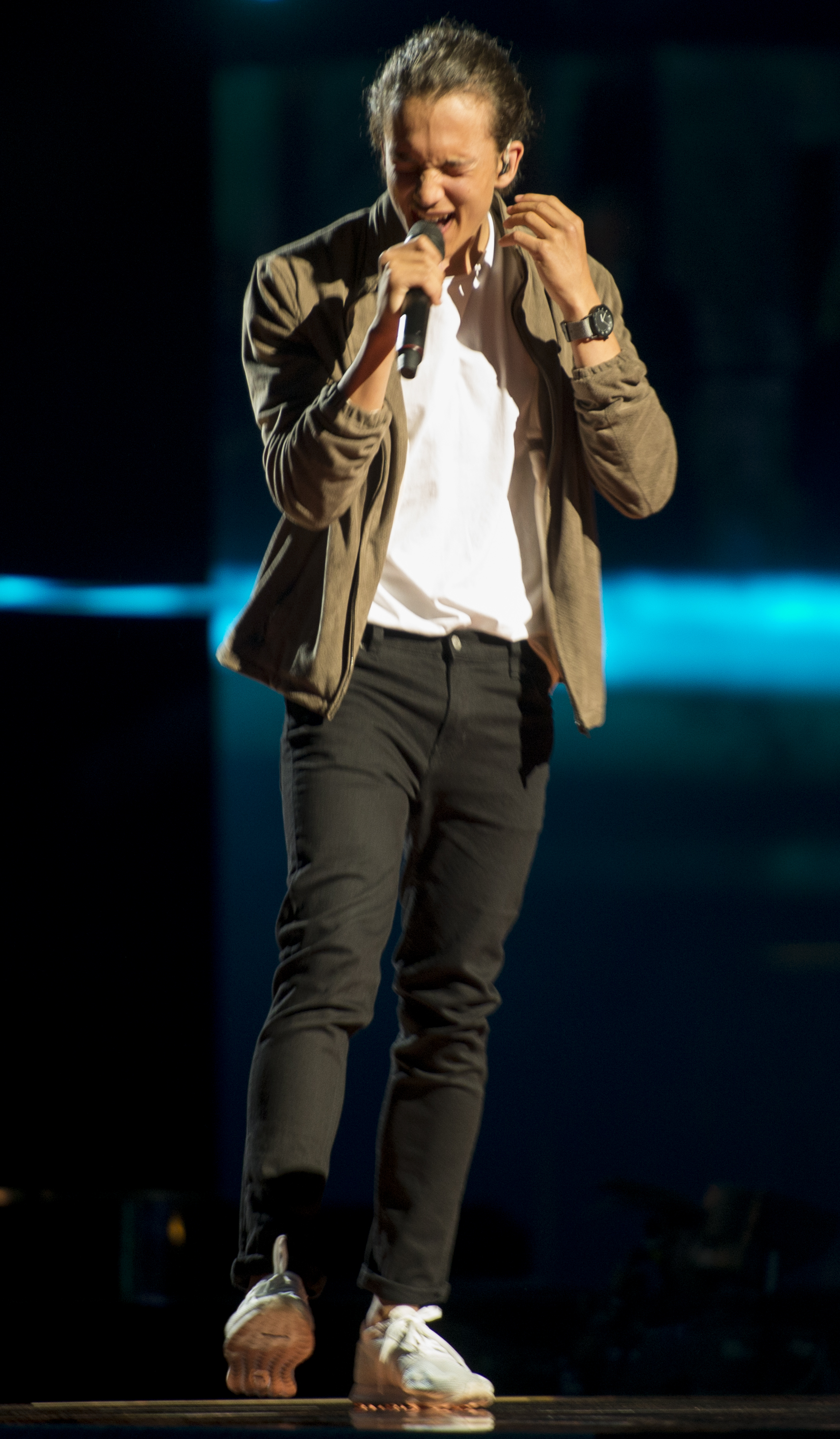
Frans ve Stockholmu (2016)
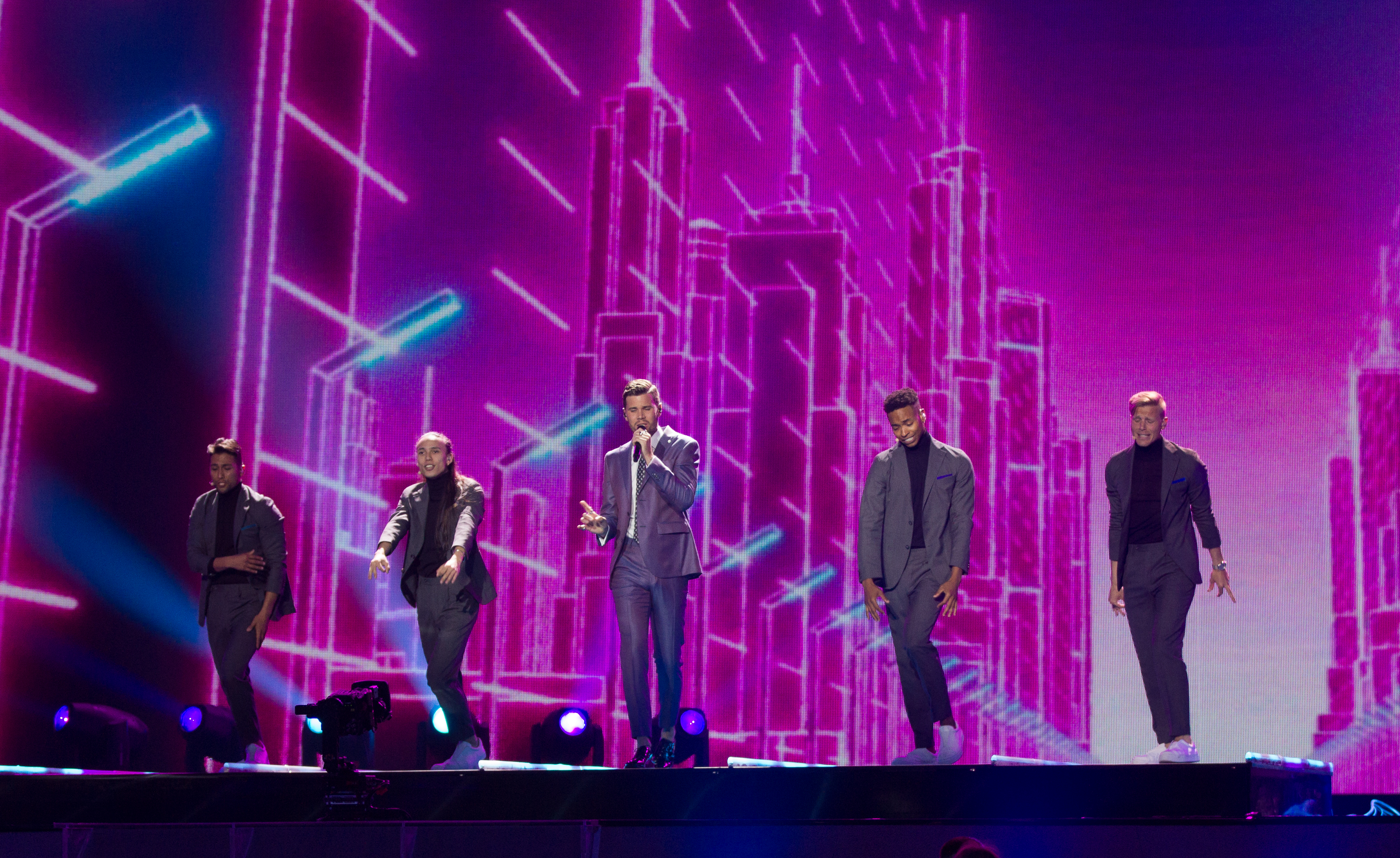
Robin Bengtsson v Kyjevě (2017)
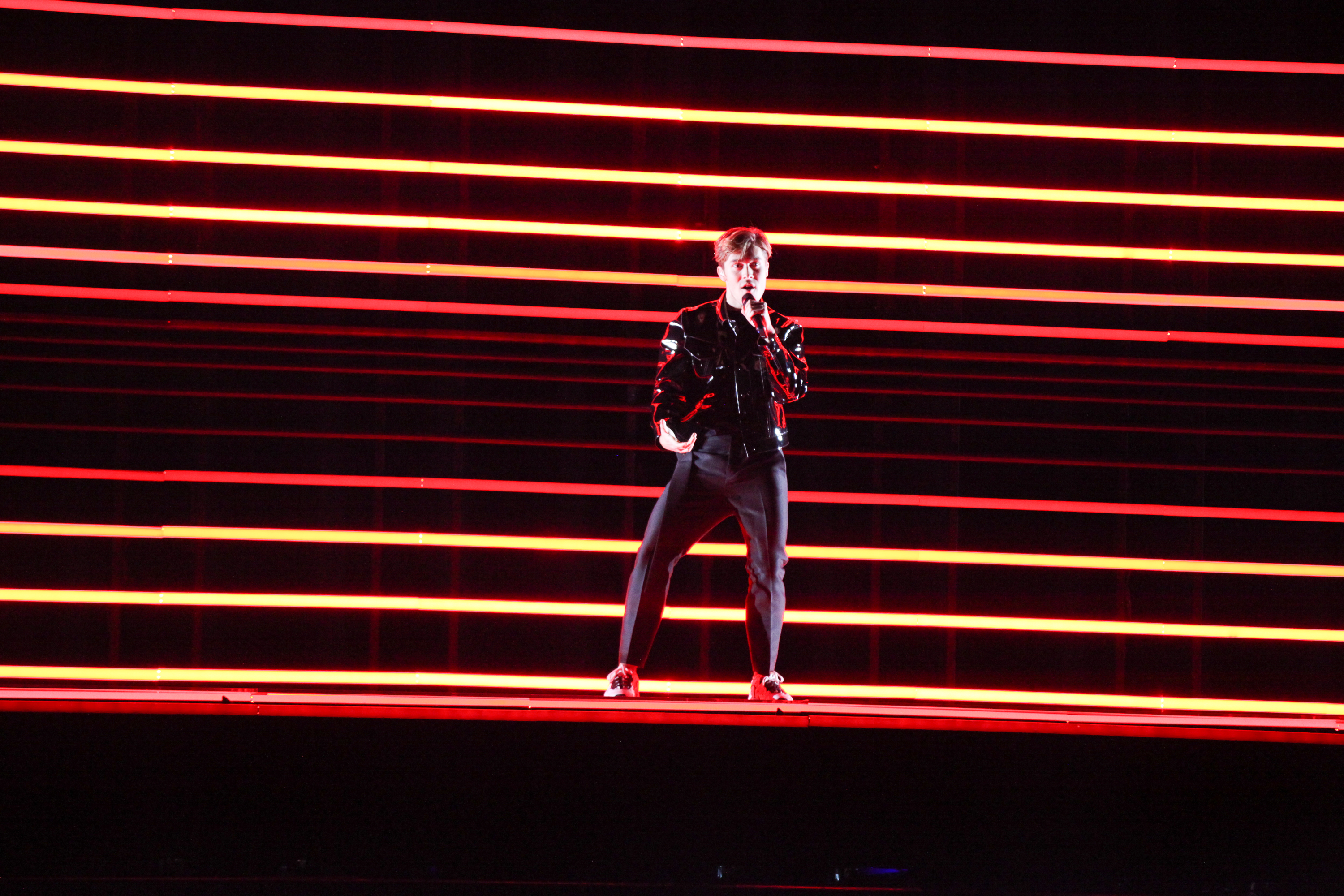
Benjamin Ingrosso v Lisabonu (2018)
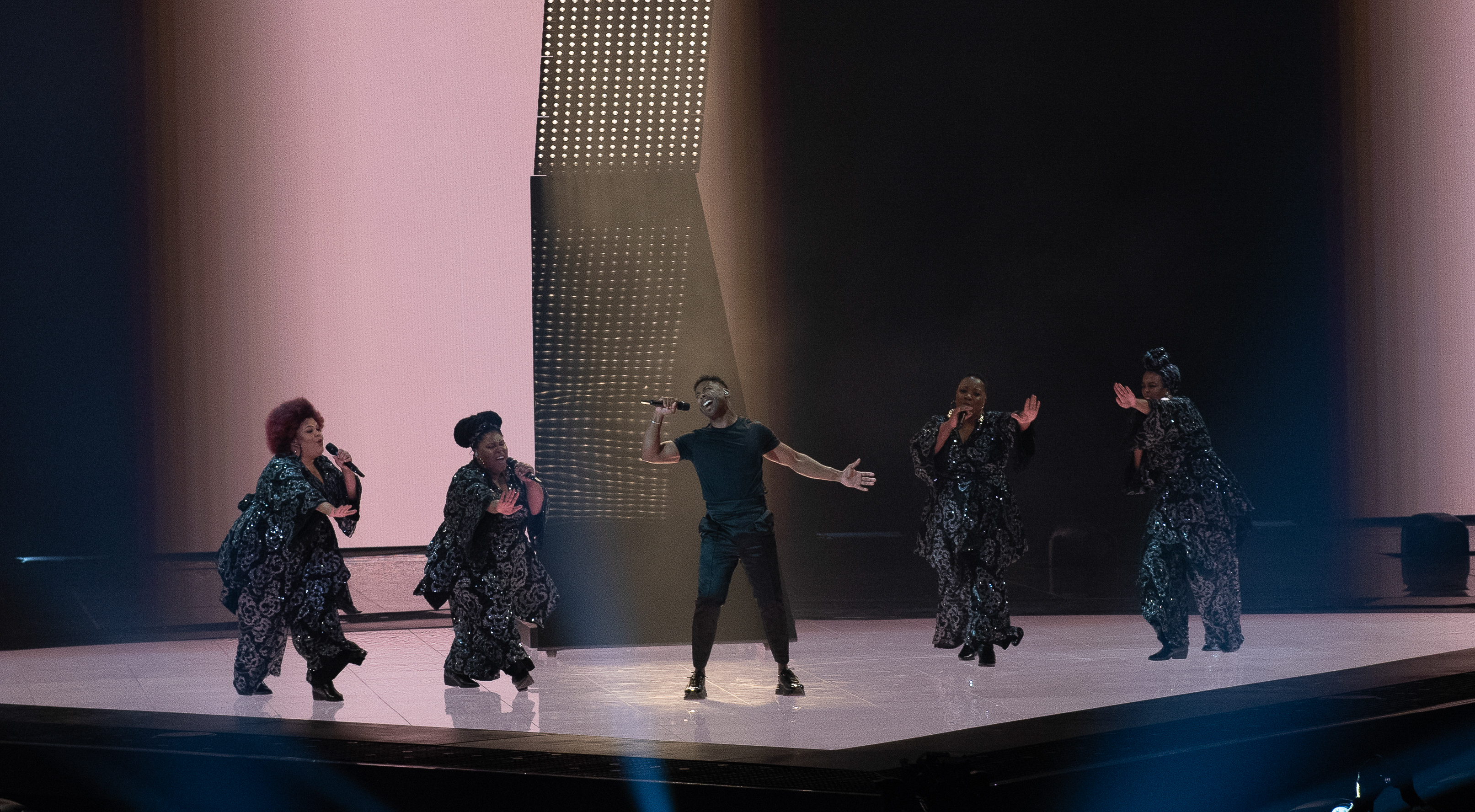
John Lundvik v Tel Avivu (2019)
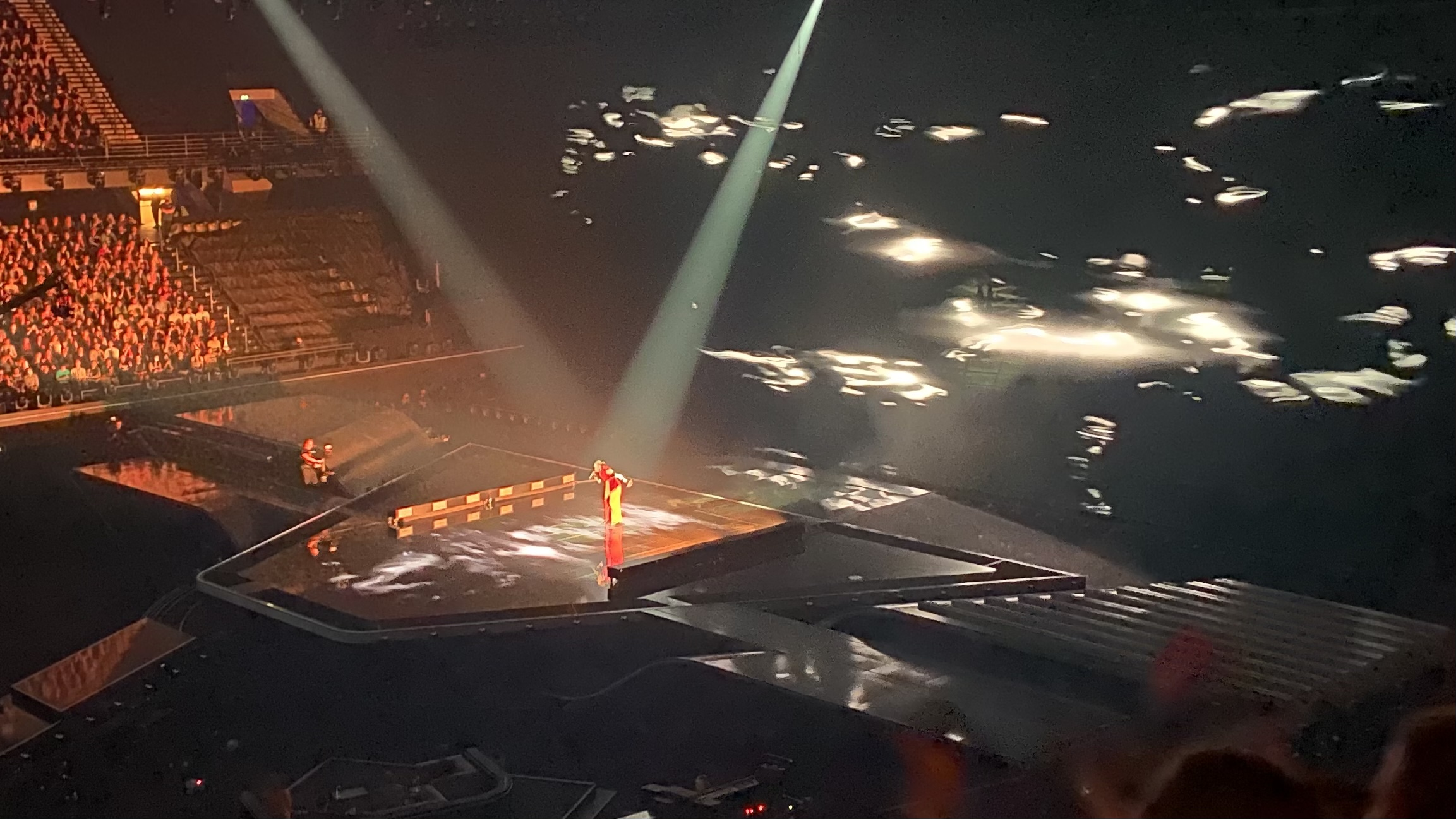
Tusse v Rotterdamu (2021)
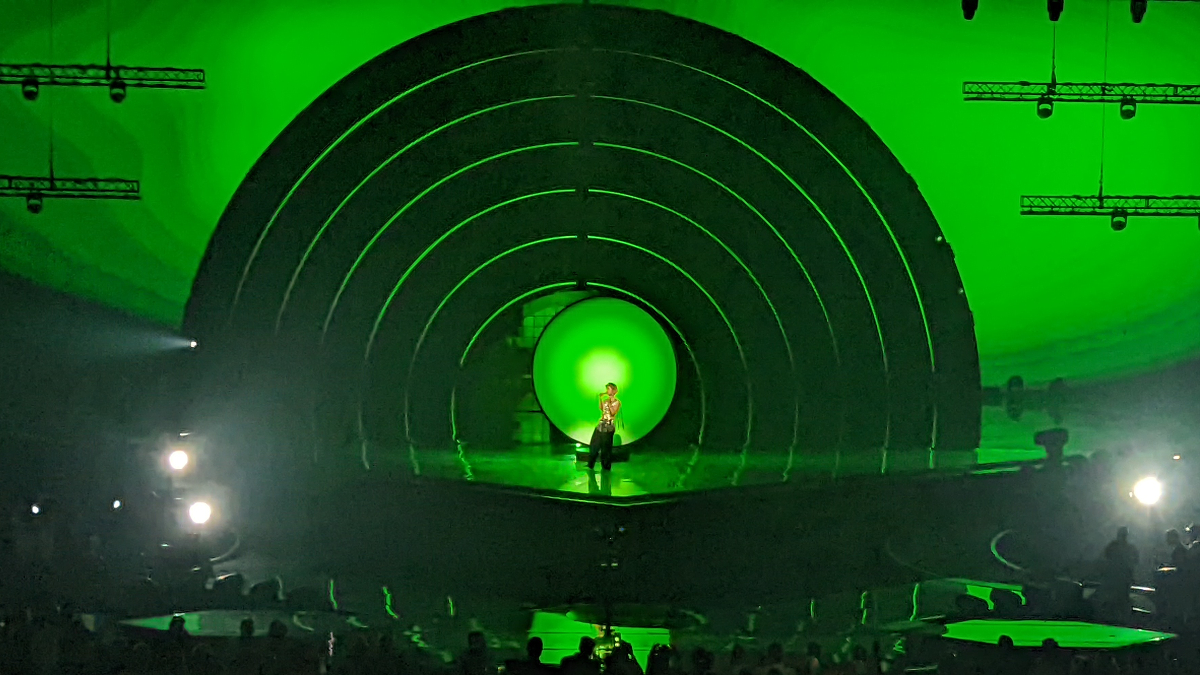
Cornelia Jakobs v Turíně (2022)
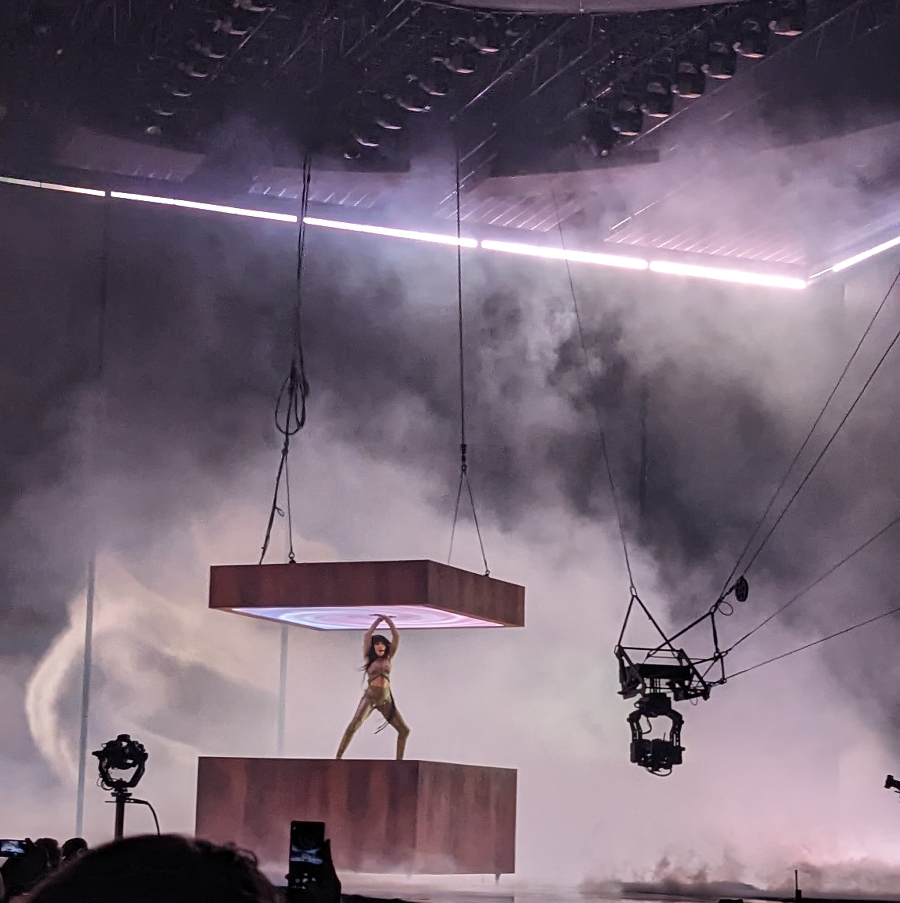
Loreen v Liverpoolu (2023)
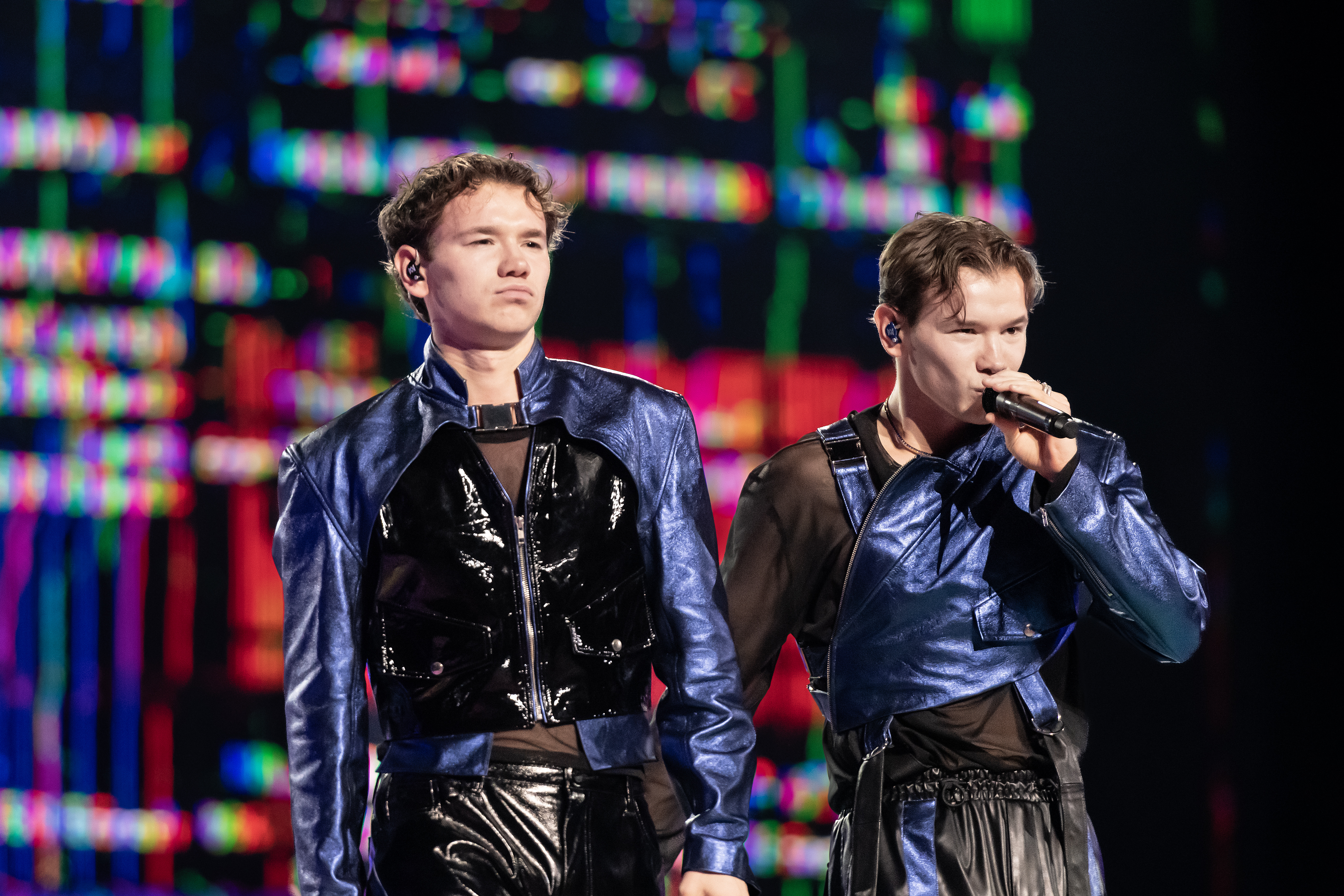
Marcus & Martinus v Malmö (2024)
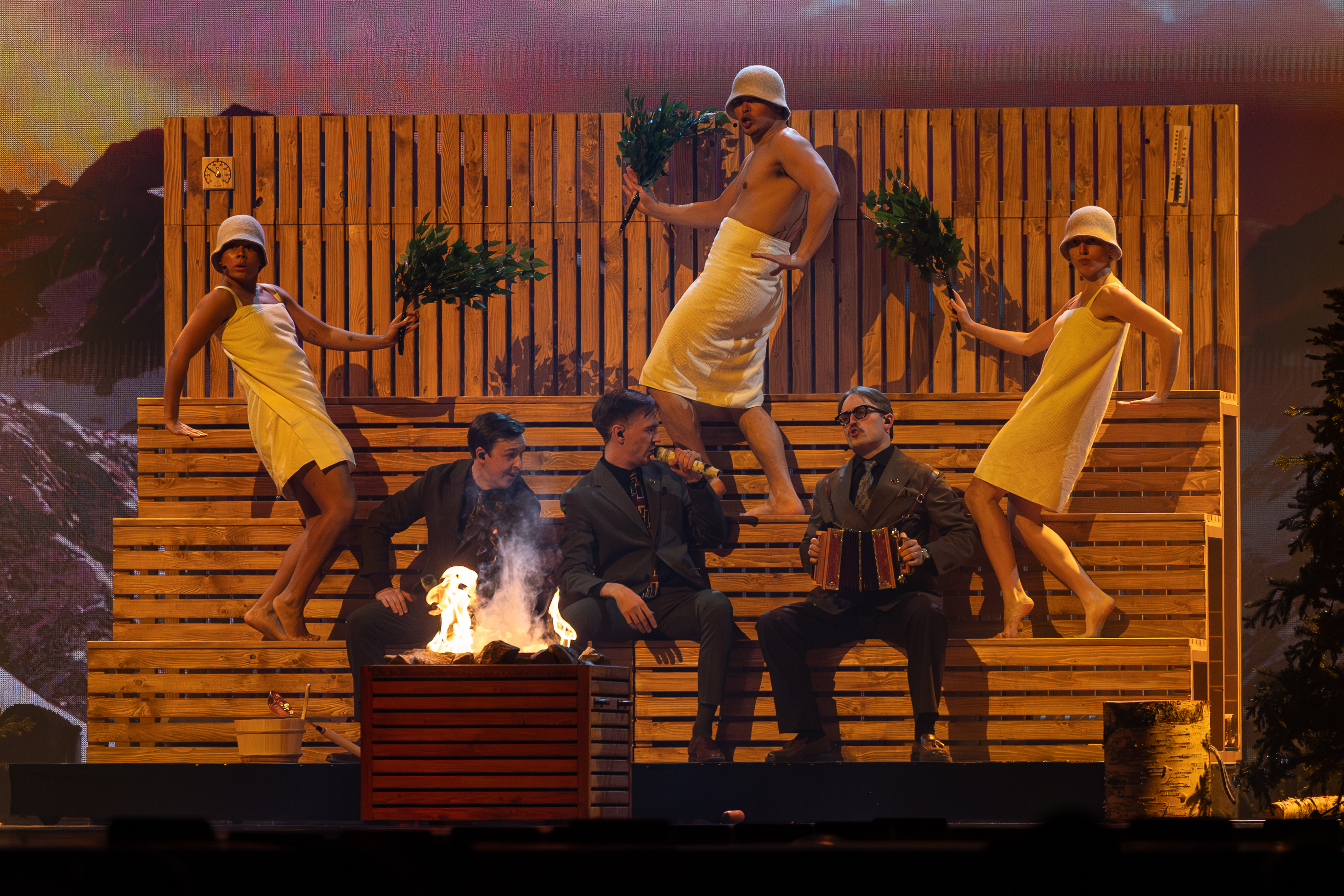
KAJ v Basileji (2025)